# 宰相ロランの聖母
『宰相ロランの聖母』（さいしょうロランのせいぼ（蘭: De Maagd van kanselier Rolin、仏: La Vierge du chancelier Rolin）は、初期フランドル派の画家ヤン・ファン・エイクが1435年ごろに描いた絵画。パネルに油彩で描かれ、現在パリのルーブル美術館に所蔵されている。
『宰相ロランの聖母』はブルゴーニュ公フィリップ2世のもとでブルゴーニュ公国宰相だったニコラ・ロラン (en:Nicolas Rolin) からの依頼で描かれた。オータンにあったロランの教会区教会ノートルダム・ドゥ・シャステルへの奉納肖像画（教会や修道院などの宗教施設に献納する絵画のこと。聖書を題材にした宗教絵画が多く、献納者自身の肖像画がともに描かれる (en:Donor portrait)）で、ロランが画面左に聖母子と向かい合って描かれている。ノートルダム・ドゥ・シャステルが1793年に焼失した後はオータン大聖堂に所蔵されていたが、1805年にルーブル美術館へと移された。

## 概説
宙に浮かぶ天使によって戴冠を受けている聖母マリアが、ロランに幼児イエスを見せているという構図である。屋内は贅沢な飾り彫刻がされた柱を持つイタリア風の広々とした回廊（ロッジア）に描かれている。広大な背景には宮殿、教会、島々、塔を持つ橋、川、丘、野原などが詳細に描かれた町並みが表現され、この風景はロランが居住し、またそこに多くの土地を所有していたとされるブルゴーニュのオータンであると考えられている。霧がかかった山が遠景に描かれているが、ほかの多くのフランドル風絵画と同様に絵画的効果を意図して、山や谷の勾配は実際のものよりも急峻に描かれている。

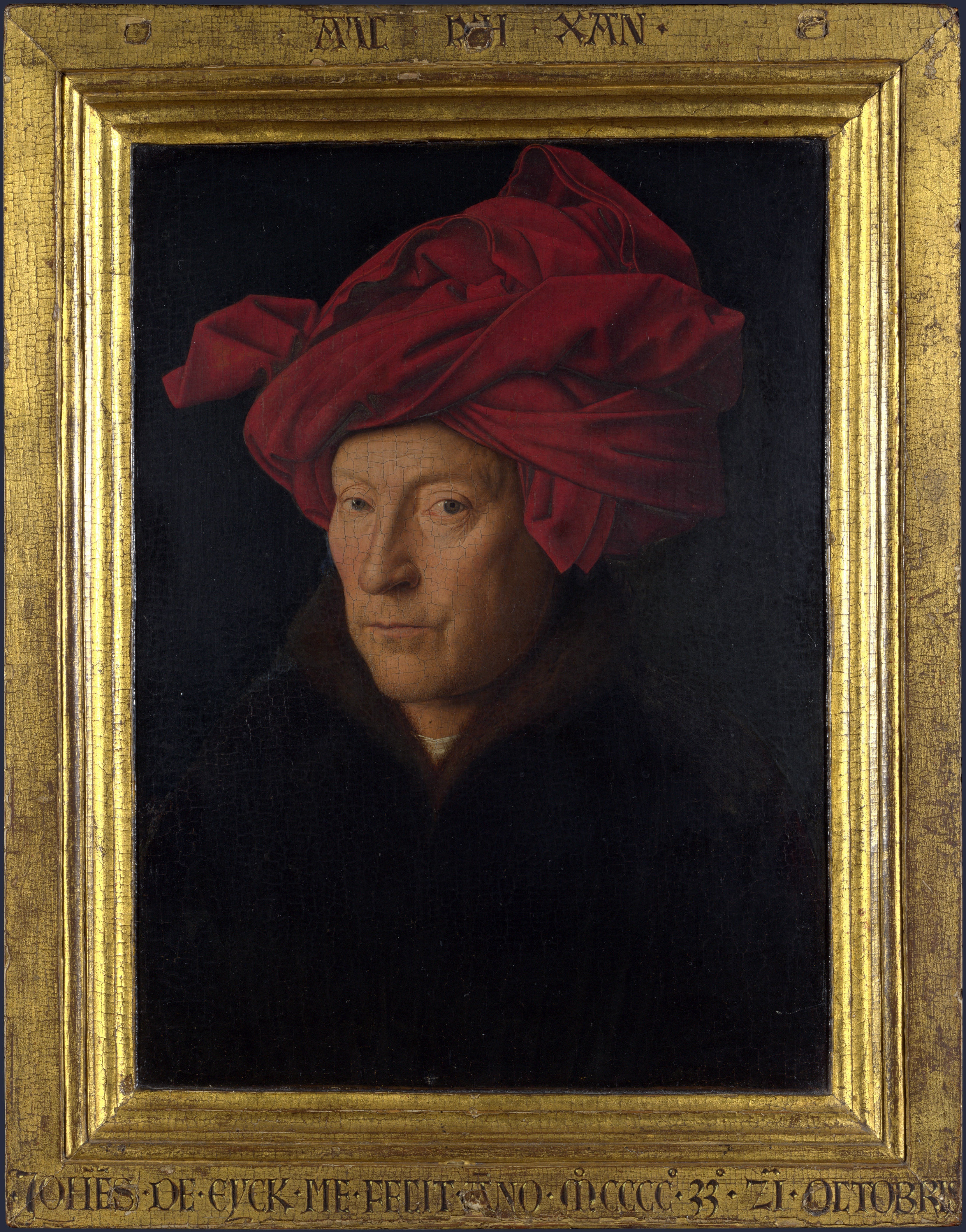
ヤン・ファン・エイクの自画像と考えられている肖像画, ナショナル・ギャラリー（ロンドン）

柱の外にはユリ、アヤメ、ボタン、バラが描かれていることが確認できる小さな花壇があり、これはマリアの純潔の象徴となっている。画面中央遠景には、要塞化されたかのように見えるバルコニーか橋の上に、シャペロン（中世ヨーロッパで頭部着用された布や帽子 (en:Chaperon (headgear)) を被った2人の男性が描かれている。この作品以前に描かれた『アルノルフィーニ夫妻像』で、ファン・エイクが自身の肖像を画面中央最奥の鏡に描いたように、この2人はファン・エイク自身と彼の助手の肖像である可能性もある。右側の男性は、ロンドンのナショナル・ギャラリーが所蔵するファン・エイクの自画像とよく似た赤いシャペロンを着用している。男性たちの近くに描かれた2羽のクジャクは不朽の名声と自尊心を象徴し、宰相ロランに勝るとも劣らない有力者であることを示唆している 。
室内には正面のポーチと側面の窓の両方から光が差し込み、ファン・エイク独特の複雑な光の表現が描写されている。強固な人格がよく描き出されているロランは毛皮で縁取りされた優雅な衣装を着用し、伝統的なゴシック表現に比べると珍しくロランと同じくらいの身長で描かれた聖母は赤いマントを着用している。幼児イエスは左手に十字架を持っている。完璧に表現された柱頭、格子模様の石畳、天使が手にする宝冠や衣服の金細工など、まさしくヤン・ファン・エイクの典型ともいえる見事な作品に仕上がっている。

他のファン・エイクの作品と同様に、この作品でも空間表現は見た目ほど単純なものではない。描かれている室内の調度品や人物と床のタイルとを比較すると、ロランとマリアの位置は部屋の奥からわずかに6フィート程度しか離れていない計算になる。もしロランが部屋の奥の柱の間から外へ出て行こうとするのであれば、身体を無理に縮める必要がある。多くのファン・エイクの作品では室内は非常に小さく描かれることが多いが、その描写は巧妙に計算しつくされたものであり、鑑賞者に圧迫感を与えるようなことはない。

## 変更と修正
赤外線リフレクトグラムによる調査によって、この作品には下絵の段階から多くの変更と修正が行われていることが判明している。例えばロランの腰に巻かれた帯には大きな財布が吊り下げられていた。しかしロランが他の宮廷人とくらべて実際に非常に裕福であったため、不適切な表現であるとして消された可能性がある。古いオータンの記録によれば、もともとのこの絵画の額縁は献辞の入った木製のもので『アルノルフィーニ夫妻像』などの署名と同様に、献辞が額縁に彫刻されているかのように見える凝ったものだった。

## 図像学

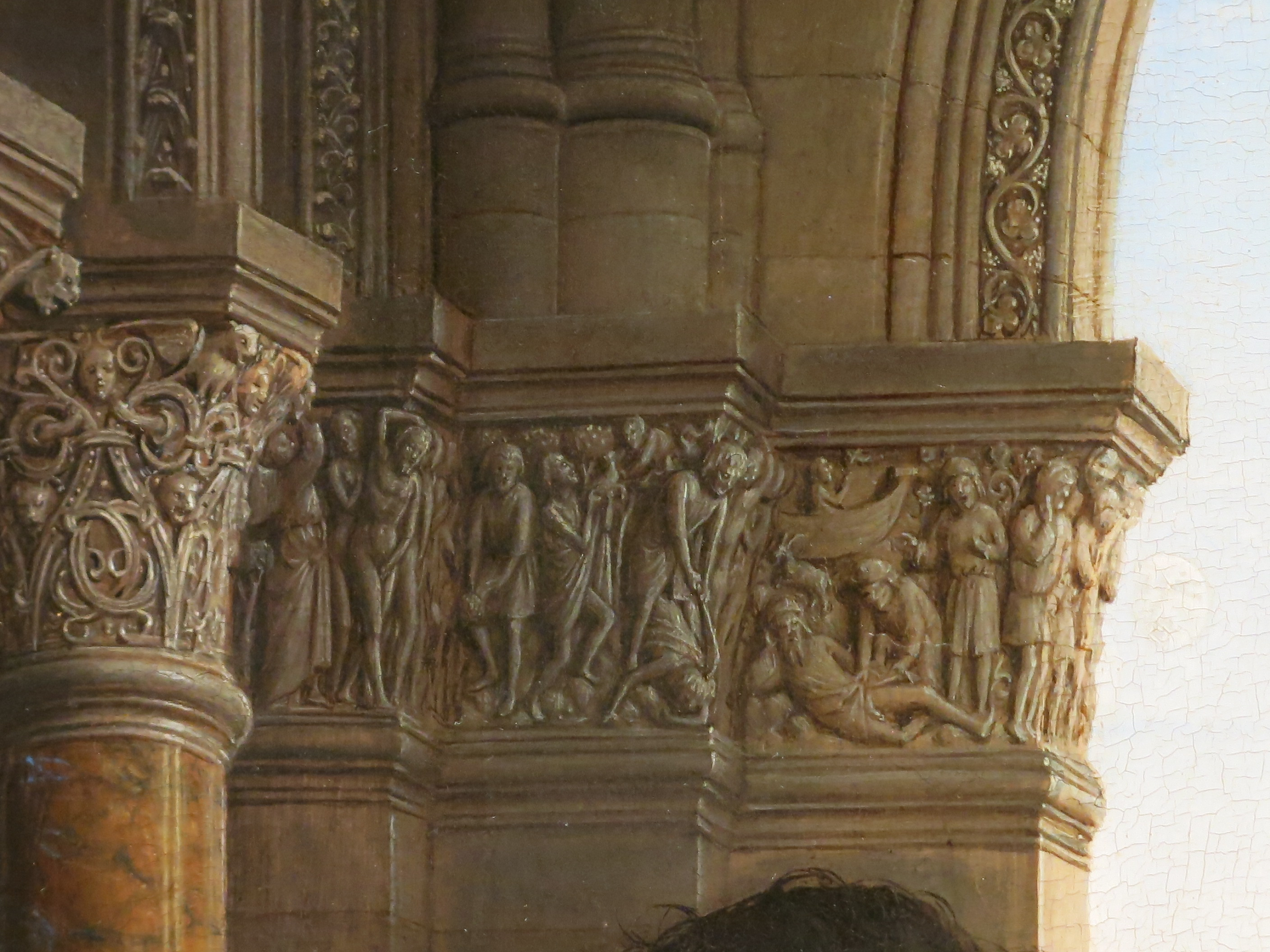
ロランの頭上のレリーフ

聖母マリアは幼児イエスを膝の上に抱いて座っている。このポーズはローマ・カトリック教会において聖母を意味する伝統的なもので、ファン・エイクも複雑な隠喩をこめてこのポーズの聖母マリアをよく描いている。この絵画でのマリアは、ミサを執り行っている幼児キリストの背後で祭壇としての役割を与えられているとされる。この絵画が完成しロランの教会区教会に飾られていたときには、この絵の構図通りにロランが座る席の正面左側にあったのかも知れないし、あるいは実際の教会に聖母の肖像が正面の祭壇画に描かれていたのかも知れない。ロランの前に開いて置かれている装飾写本のページには大きな「D」という文字が見てとれる。これは早課の冒頭の一節「主よ、私の唇を開きたまえ (Domine, labia mea aperies)」の可能性があり、もしこの推測が正しければロランの本は時祷書ということになる。
描かれている回廊のスタイルは、他の多くのファン・エイクの絵画と同様に当時フランドルで主流だったゴシック建築様式ではなく、豪奢で優美なロマネスク建築様式で表現されている。描かれているのはおそらく当時のオータンの建築物そのものではなく「エルサレムの神の都市」であり、現界の権力者であるロランと天界の権力者であるイエスとの出会いが二つの異なる世界を融合させている。

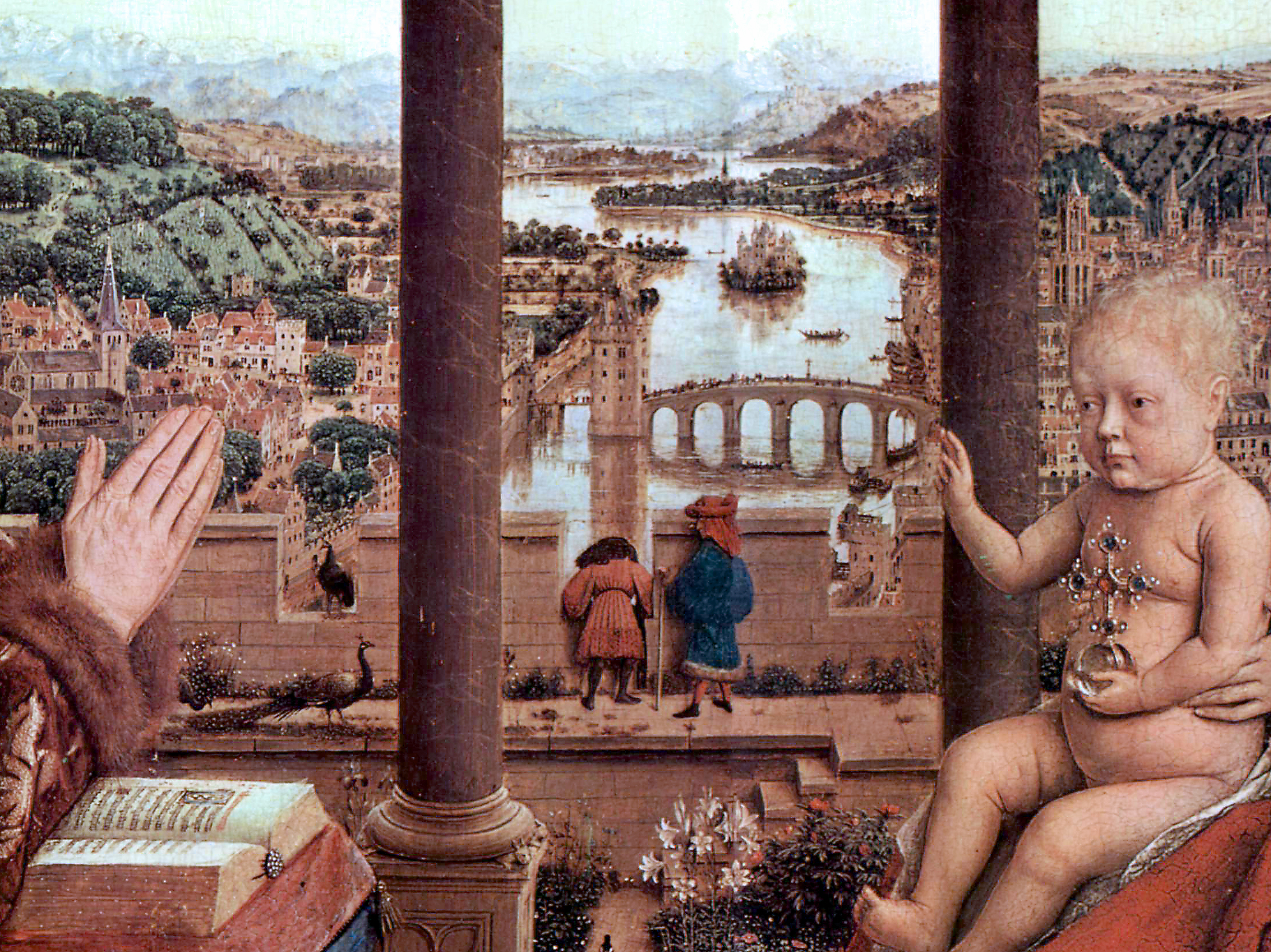
教会、大聖堂、花壇、「色欲」を意味する押しつぶされたウサギ

『宰相ロランの聖母』は、ロランの息子のジャンが1436年にオータン司教叙任予定だったことと関係がある可能性があり、聖母マリア側の河岸に壮麗な大聖堂が描かれている。そしてロラン側には小さな教会が描かれ、この教会はマリアに捧げられたものか、あるいはロランが多額の寄進をした教会区教会ノートルダム・ドゥ・シャステルかも知れない。

この絵画には七つの大罪を意味するモチーフが描かれている。ロランの頭上に描かれたレリーフには左から、「アダムとイブの楽園追放（高慢）」、「カインのアベル殺害（嫉妬）」、「ノアの泥酔（暴食）」である。ロランの背後に描かれた柱頭のライオンの頭は憤怒、そして柱基部には押しつぶされた小さなウサギが描かれ、これは中世では色欲を意味していた。これら現世の罪はすべてロラン側に描かれ、イエスとアリアの側には描かれていない。しかし強欲と怠惰を意味するモチーフはロランの側には描かれておらず、下絵の段階で描かれていたロランの財布と回廊の外で所在なげにしている男性（おそらくファン・エイク自身）が残り二つの罪を象徴していると考えられる。